# أحمد علي أحمد
أحمد علي أحمد هو زعيم سابق لتنظيم القاعدة في العراق . أفادت التقارير في 18 مايو / أيار 2008 أنه حُكم عليه بالإعدام من قبل محكمة عراقية لقتله المطران بولس فرج رحو ،  وهو مطران مسيحي آشوري في الكنيسة الكلدانية الكاثوليكية .  اختُطف رحو في فبراير / شباط 2008 واحتُجز لعدة مطالب ، بما في ذلك دفع المسيحيين الآشوريين الجزية ومهاجمة القوات الأمريكية عسكريًا .  حُكم على أحمد بالإعدام في المحكمة الجنائية المركزية العراقية في 18 مايو / أيار 2008 . 
أحمد يُعرف أيضًا باسم أبو عمر .